# Вавиловская (станция метро)
«Вави́ловская» — пусковая станция Московского метрополитена на Троицкой линии. Расположится на границе Гагаринского и Ломоносовского районов (ЮЗАО) вдоль Ленинского проспекта на пересечении с улицей Строителей. По первоначальному плану станция должна была называться «Площадь 60-летия СССР» и располагаться на одноимённой площади. Открыть станцию планируется в 2025 году в составе участка от станции «ЗИЛ» до станции «Новаторская».
20 июля 2021 года постановлением мэра Москвы вместо предыдущего проектного названия «Улица Строителей» утверждено наименование «Вавиловская» по находящейся неподалёку улице Вавилова.

## Проектирование
Согласно Адресной инвестиционной программе города Москвы, станция проектируется в составе 6,5-километрового участка от станции метро «Новаторская» до станции «Крымская» с ещё одной промежуточной станцией «Академическая» на данном участке с предусмотренной возможностью продления Троицкой линии от «Севастопольского проспекта» до «Нижегородской» Некрасовской линии с перспективным формированием диаметральной линии метрополитена. Начать строительство участка планируется в 2020 году, а закончить — в 2024—2025 годах.
В январе 2021 года Комитетом по архитектуре и градостроительству города Москвы был согласован дизайн станции. Станцию украсят колонны — «галочки» с желтыми вставками, отсылающие к строительным креплениям. Путевые стены станции и пол облицуют белым мрамором и чёрным гранитом. В кассовом зале по центру разместится ряд прямоугольных колонн с отделкой металлическими панелями тёмного цвета.
Единственная беспересадочная станция, запланированная на 2025 год.

## Строительство
Строительством управляет инжиниринговый холдинг «Мосинжпроект» — оператор программы развития московского метро.
- 20 декабря 2021 года стартовала проходка щитом S-831 «Марина» первого тоннеля к «Академической», длина 2470 метров[14].
- 18 января 2022 года стартовала проходка щитом «Ольга» правого тоннеля к «Академической», длина 2450 метров[15].
- 19 апреля 2022 года стартовали монолитные работы, началось возведение основных конструкций[16].
- 7 октября 2022 года полностью завершена проходка тоннелей до станции «Новаторская»[17].